# Guy d'Hardelot
Guy d'Hardelot, de son vrai nom Helen Guy, épouse Rhodes, née en août 1858 et morte le 7 janvier 1936, est une compositrice et pianiste française.

## Biographie
D'Hardelot est née Helen Guy, au Château d'Hardelot près de Boulogne-sur-Mer, d'un père anglais et d'une mère française.
À quinze ans, elle partit étudier au Conservatoire de Paris avec Renaud Maury et attira l'attention de Charles Gounod et Victor Maurel, qui étaient impressionnés par ses capacités. Elle rencontra également Jules Massenet qui l'encouragea à composer. À son arrivée à Londres, elle devint l'élève de Clarence Lucas. Emma Calvé était une bonne amie d'Hardelot et fit beaucoup pour faire connaître ses mélodies.
La plus grande partie de sa vie, Hardelot enseigna le chant et la diction dans sa maison de Londres, et nombre de ses élèves connurent le succès. En 1896 elle fit une tournée aux États-Unis avec Calvé. Son premier succès de compositrice fut Because (en) bien que sa chanson Sans Toi eût été bien reçu auparavant.
Elle avait en particulier du succès avec l'écriture de romances dans lesquels elle combinait la délicatesse française avec la solidité anglaise. Peu de compositrices connurent plus de succès qu'Hardelot au début du XXe siècle. Malgré l'aide de nombreux amis, il fallut du temps avant que le public ne réalisât que son travail était de grande valeur.
Sa sœur Edith Dick était également compositrice.

## Œuvres
- À vous !, poésie de Georges Boyer
- Afterwards, love, paroles de Edward Teschemacher
- Avec toi !, Contemplation, poésie de Victor Hugo
- Because, paroles de Edward Teschemacher
- Bouquet de violette, paroles de Raymond Saint-Léonards
- My Castle in the air, paroles de Raymond Saint-Léonards
- La Chanson de ma mie, paroles de Théodore de Banville
- The Curtain Falls, paroles de Arthur Leslie Salmon
- The Dawn, paroles de Edward Teschemacher
- La Fermière !, paroles de Hégésippe Moreau
- I Hid my Love, paroles de Clifton Bingham
- I Knew, paroles de Eileen Fitzgerald
- I Know a Lovely Garden, paroles de Edward Teschemacher
- In 1822, paroles de Ada Leonora Harris
- Invocation !, (avec accompagnement de violon, violoncelle et harpe ad libitum), paroles de Jules Barbier
- J'avais mis mon Cœur !, paroles de Jean Aicard
- The Little White Town, paroles de Ada Leonora Harris
- Midsummer dreams, paroles de Samuel Minturn Peck
- Mignon, paroles de Samuel Minturn Peck
- My Message, paroles de Julian Gade
- La Nuit au bois !, uetto, poésie de Georges Boyer
- Nuit d'été !, barcarolle, paroles de J. Sandoz
- An Old romance, paroles de Ada Leonora Harris
- Roses of Forgiveness, paroles de Edward Teschemacher
- Sans toi !, paroles de Victor Hugo
- Sérénade, (avec accompagnement de violoncelle ad libitum), paroles de Guy d'Hardelot
- Sometimes in My Dreams, paroles de Lillian Glanville
- Sous les Branches !, aroles de François Coppée
- Three Green Bonnets, paroles de Ada Leonora Harris
- Tristesse !, mélodie, poésie de Alphonse Daudet
- La Valse des libellules !, paroles de Paul Bilhaud
- Vos Yeux !, paroles de Paul Bilhaud
- Wait !, paroles de Arthur Leslie Salmon
- Wings, paroles de Edward Teschemacher
- You, and Love, paroles de Edward Teschemacher
- Your Thoughts, paroles de Pixie Leonard Wheeler